# Seututie 290
Pour les articles homonymes, voir Route 290.
La route régionale 290 (finnois : Seututie 290) est une route régionale allant de Hyvinkää jusqu'à Hämeenlinna en Finlande.

## Description
La route 290 part de la  route nationale 25, coupe la route principale 54 et se termine à la route nationale 10, à Hämeenlinna.

## Parcours
- Hyvinkää
- Hausjärvi
- Janakkala
- Hämeenlinna (Vanaja)